# Hinterschmiding
Hinterschmiding település Németországban, azon belül Bajorországban. Lakosainak száma 2471 fő (2023. december 31.). Hinterschmiding Haidmühle, Grainet és Freyung községekkel határos.

## Népesség
A település népessége az elmúlt években az alábbi módon változott:
| Lakosok száma | 622  | 762  | 1110 | 1473 | 2509 | 2492 | 2425 | 2453 | 2450 | 2471 |
|               | 1875 | 1925 | 1961 | 1975 | 2011 | 2013 | 2015 | 2017 | 2021 | 2023 |